# Josef Kunz

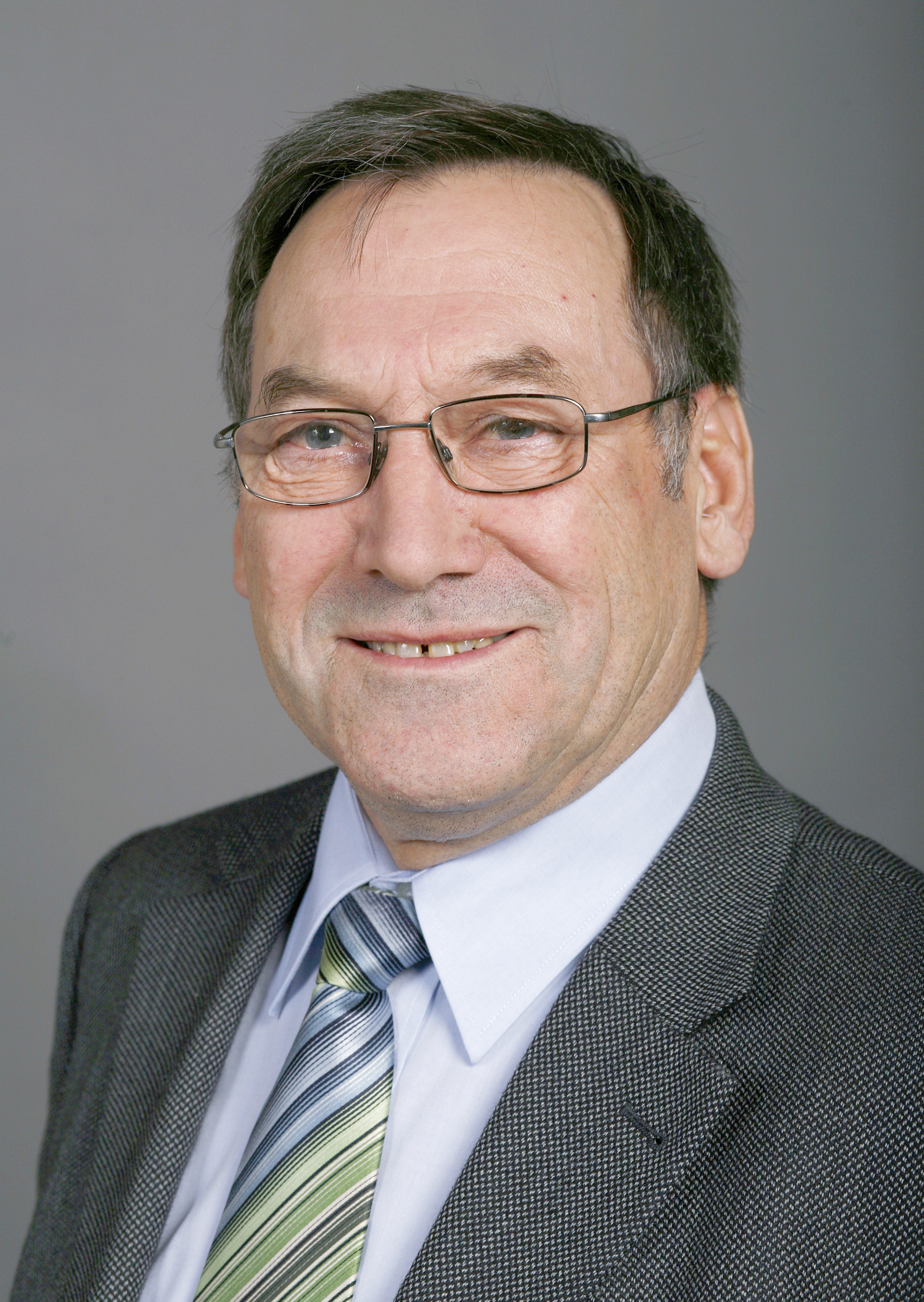
Josef Kunz

Josef Kunz (* 1. Juni 1945 in Grosswangen) ist ein Schweizer Politiker (SVP).
Nachdem der obligatorischen Schulzeit machte Kunz eine Ausbildung als Landwirt. Schon bald übernahm er von seinem Vater den Bauernhof, der seit dem 16. Jahrhundert in Familienbesitz ist.
Bei den Parlamentswahlen 1995 wurde Kunz in den Nationalrat gewählt, dem er bis 2011 angehörte. Er war in der Kommission für Umwelt, Raumplanung und Energie (UREK, 1999–2007), später in der Finanzkommission und der Kommission für Wissenschaft, Bildung und Kultur.
Am 20. März 2009 übernahm Kunz als Nachfolger der Nationalrätin Yvette Estermann das Amt des Parteipräsidenten der SVP Luzern.
Bekannt wurde er auch durch seine Rolle im Dokumentarfilm Mais im Bundeshuus.